# جائزة الكرة الذهبية 1964
جائزة الكرة الذهبية 1964، جائزة سنوية تُعطى لأفضل لاعب كرة القدم في العالم من طرف مجلة فرانس فوتبول الفرنسية، كما تقرره لجنة دولية من الصحفيين الرياضيين، وفاز بالجائزة في 1964 اللاعب الإسكتلندي دينيس لو لاعب مانشستر يونايتد. ويعتبر أول اسكتلندي يفوز بالجائزة.

## الترتيب
| الترتيب | اللاعب                 | النادي          | الجنسية  | النقاط |
| ------- | ---------------------- | --------------- | -------- | ------ |
| 1       | دينيس لو               | مانشستر يونايتد | اسكتلندا | 61     |
| 2       | لويس سواريز ميرامونتيس | إنتر ميلان      | إسبانيا  | 43     |
| 3       | أمانسيو أمارو          | ريال مدريد      | إسبانيا  | 38     |